# 뉴타닉스
뉴타닉스(Nutanix, Inc.)는 데이터 센터 및 하이브리드 멀티클라우드 배포를 위한 소프트웨어 솔루션을 판매하는 미국의 클라우드 컴퓨팅 회사이다. 여기에는 가상화, 쿠버네티스, 서비스형 데이터베이스, 소프트웨어 정의 네트워킹, 보안을 위한 소프트웨어는 물론 파일, 개체 및 블록 스토리지를 위한 소프트웨어 정의 스토리지가 포함된다.

## 운영
뉴타닉스는 스토리지, 컴퓨팅, 가상화를 결합한다. 이 회사의 소프트웨어 제품군에는 Acropolis, Prism, Era, Frame 및 Files가 포함된다. 2015년 뉴타닉스는 컴퓨터 인프라 관리를 더 쉽게 하기 위해 AHV(Acropolis HyperVisor)라는 리눅스 KVM 기반 하이퍼바이저를 구축한 것으로 알려졌다.
뉴타닉스는 자사 제품을 "하이퍼 컨버지드 인프라스트럭처"로 마케팅했다. 2020년에는 구독형 비즈니스 모델로 전환했다.